# Oceánografický ústav v Paříži
Oceánografický ústav v Paříži (francouzsky Institut océanographique de Paris) je vědecká instituce v Paříži, kterou v roce 1906 založil monacký princ Albert I. Sídlí na adrese 195, Rue Saint-Jacques v 5. obvodu. Institut spravuje Fondation Albert Ier, Prince de Monaco. Sídlo postavené v letech 1908–1911 je chráněno jako historická památka.

## Historie
Albert I. byl průkopníkem oceánografie. Pořádal kurzy pro studenty a přednášky pro veřejnost. První série se konala na Národní konzervatoři umění a řemesel v roce 1903. Úspěch vedl v Paříži k založení výzkumného a výukového centra – oceánografického ústavu.

## Budova
Výstavba sídla ústavu byla zahájena v roce 1908 a dokončena roku 1911. Nachází se v 5. obvodu na okraji Latinské čtvrti, na křižovatce Rue Saint-Jacques a Rue Gay-Lussac. Je součástí „Kampusu Curie“, který sdružuje další vědecké instituce. Tento kampus se nachází na pozemcích bývalého kláštera vizitantek, které získala Pařížská univerzita za pomoci státu, města Paříže a monackého knížete Alberta I. Univerzita postoupila knížeti jako jednomu z mecenášů pozemek o výměře 1000 m2 na stavbu sídla oceánografického ústavu.
Budovu navrhl architekt Henri-Paul Nénot, který je též autorem budov nové Sorbonny a sousedního Geografického ústavu, který je s oceánografickým ústavem symbolicky spojen dvojitým obloukem (Země a Oceán). Budova je neobvykle ve stylu italského renesančního paláce z cihel a kamene, doplněného vysokou čtvercovou věží. Výzdoba na fasádě představuje úlohu instituce: šířit vědeckou kulturu týkající se moře, jsou zde krabi, medúzy, mořští koníci a také chobotnice, která zdobí kované dveře.
Sídlo institutu slavnostně otevřel 23. ledna 1911 princ Albert I. a francouzský prezident Armand Fallières.
Součástí budovy jsou dvě posluchárny, laboratoře odpovídající třem oblastem (fyzikální oceánografie, mořská biologie a fyziologie mořské biodiverzity), specializovaná knihovna-mediální knihovna, chovné nádrže v suterénu a služební byty (ředitel a správce).

## Činnost
Posláním Oceánografického ústavu v Paříži je rozvíjet a propagovat znalosti o oceánech, nabízí veřejnosti pravidelné přednášky (vědců nebo průzkumníků), semináře, publikace a knihovnu věnovanou moři. V letech 1977–2010 působilo v suterénu institutu také oceánografické muzeum Centre de la mer et des eaux, které nabízelo akvária, výstavy, filmy nebo každoroční fórum námořních řemesel. Oceánografický ústav v Paříži je sídlem Mezinárodní komise pro vědecký průzkum Středozemního moře (CIESM).

## Organizace
Oceánografický ústav je řízen správní radou, jejímž prezidentem je od roku 2020 Philippe Taquet. Jeho čestným prezidentem je suverénní monacký kníže, od roku 2005 je jím Albert II. Výkonným ředitelem je Robert Calcagno. Vedle toho existuje také vědecká rada, v jejímž čele stojí od roku 2020 Philippe Cury.